# Maneater (bài hát của Nelly Furtado)
"Maneater" là một bài hát của nghệ sĩ thu âm người Canada Nelly Furtado nằm trong album phòng thu thứ ba của cô, Loose (2006). Nó được phát hành vào ngày 5 tháng 5 năm 2006 như là đĩa đơn đầu tiên trích từ album ở thị trường châu Âu và Mỹ Latinh, cũng như thứ hai ở Hoa Kỳ bởi Geffen Records và Mosley Music Group. Bài hát được đồng viết lời bởi Furtado với những nhà sản xuất nó Timbaland, Danja và Jim Beanz, những người cũng tham gia công đoạn sản xuất cho hầu hết những tác phẩm từ Loose. Được lấy cảm hứng từ phong cách âm nhạc của bài hát năm 1982 cùng tên được thể hiện bởi Hall & Oates, "Maneater" là một bản electropop và dance-pop mang nội dung đề cập đến một mẫu người phụ nữ luôn tìm cách quyến rũ những người đàn ông mà cô yêu thích khi gặp gỡ lần đầu ở những câu lạc bộ, nhưng không xuất phát từ tình yêu. Một phiên bản phối lại của nó với sự tham gia góp giọng từ rapper người Mỹ Lil Wayne, cũng được phát hành.
Sau khi phát hành, "Maneater" nhận được những phản ứng tích cực từ các nhà phê bình âm nhạc, trong đó họ đánh giá cao giai điệu bắt tai và quá trình sản xuất nó, đồng thời so sánh với một số tác phẩm của Madonna và Depeche Mode thực hiện vào thập niên 1980. Ngoài ra, bài hát còn gặt hái nhiều giải thưởng và để cử tại những lễ trao giải lớn, bao gồm những đề cử tại giải Âm nhạc châu Âu của MTV năm 2006 cho Bài hát xuất sắc nhất và tại giải thưởng âm nhạc NRJ năm 2006 ở hạng mục Bài hát quốc tế của năm. "Maneater" cũng tiếp nhận những thành công lớn về mặt thương mại, đứng đầu bảng xếp hạng ở Vương quốc Anh và lọt vào top 10 ở hầu hết những quốc gia bài hát xuất hiện, bao gồm vươn đến top 5 ở những thị trường lớn như Úc, Áo, Canada, Đức, Ireland, New Zealand, Na Uy và Thụy Sĩ. Tại Hoa Kỳ, nó đạt vị trí thứ 16 trên bảng xếp hạng Billboard Hot 100, trở thành đĩa đơn thứ tư trong sự nghiệp của Furtado lọt vào top 20 tại đây.
Video ca nhạc cho "Maneater" được đạo diễn bởi Anthony Mandler, trong đó bao gồm những cảnh Furtado bước vào một thành phố ngầm khi đang cố gắng đuổi theo chú chó của mình, trước khi cô cùng nhau nhảy múa và vui vẻ trong một bữa tiệc với họ tại đây. Nó đã liên tục nhận được nhiều lượt yêu cầu phát sóng trên những kênh truyền hình âm nhạc như MTV và VH1, và cùng với những video cho những đĩa đơn khác từ Loose giúp nữ ca sĩ nhận được một đề cử tại giải Video âm nhạc của MTV năm 2007 ở hạng mục Nữ nghệ sĩ của năm. Để quảng bá bài hát, Furtado đã trình diễn "Maneater" trên nhiều chương trình truyền hình và lễ trao giải lớn, bao gồm Late Show With David Letterman, The Paul O'Grady Show, Saturday Night Live, Top of the Pops, Today và giải Âm nhạc châu Âu của MTV năm 2006, cũng như trong nhiều chuyến lưu diễn của cô. Kể từ khi phát hành, nó đã xuất hiện trong một số tác phẩm điện ảnh và truyền hình, như CSI: NY, Friday Night Lights và John Tucker Must Die.

## Danh sách bài hát
- Đĩa CD tại châu Âu[1]

1. "Maneater" (bản radio) — 3:18
2. "Undercover" — 3:56

- Đĩa CD tại Anh quốc[2]

1. "Maneater" (bản radio) — 3:18
2. "Undercover" — 3:56
3. "Maneater" (Waata House phối) (hợp tác với Alozade) — 4:26

- Đĩa CD maxi tại châu Âu và Anh quốc[3]

1. "Maneater" (bản radio) — 3:18
2. "Undercover" — 3:56
3. "Maneater" (Waata House phối) (hợp tác với Alozade) — 4:26
4. "Maneater" (video ca nhạc) —5:10

## Xếp hạng
| Bảng xếp hạng (2006-07)             | Vị trí cao nhất |
| ----------------------------------- | --------------- |
| Úc (ARIA)                           | 3               |
| Áo (Ö3 Austria Top 40)              | 3               |
| Bỉ (Ultratop 50 Flanders)           | 9               |
| Bỉ (Ultratop 50 Wallonia)           | 4               |
| Canada (Canadian Hot 100)           | 5               |
| Cộng hòa Séc (Rádio Top 100)        | 3               |
| Châu Âu (European Hot 100 Singles)  | 2               |
| Phần Lan (Suomen virallinen lista)  | 7               |
| Pháp (SNEP)                         | 14              |
| Đức (Official German Charts)        | 4               |
| Hungary (Rádiós Top 40)             | 40              |
| Ireland (IRMA)                      | 2               |
| Ý (FIMI)                            | 10              |
| Hà Lan (Dutch Top 40)               | 10              |
| Hà Lan (Single Top 100)             | 11              |
| New Zealand (Recorded Music NZ)     | 2               |
| Na Uy (VG-lista)                    | 3               |
| Scotland (OCC)                      | 3               |
| Slovakia (Rádio Top 100)            | 21              |
| Thụy Điển (Sverigetopplistan)       | 10              |
| Thụy Sĩ (Schweizer Hitparade)       | 3               |
| Anh Quốc (OCC)                      | 1               |
| Hoa Kỳ Billboard Hot 100            | 16              |
| Hoa Kỳ Dance Club Songs (Billboard) | 1               |
| Hoa Kỳ Pop Airplay (Billboard)      | 24              |

| Bảng xếp hạng (2006)                 | Vị trí |
| ------------------------------------ | ------ |
| Australia (ARIA)                     | 21     |
| Australia Urban (ARIA)               | 12     |
| Austria (Ö3 Austria Top 40)          | 18     |
| Belgium (Ultratop 50 Flanders)       | 44     |
| Belgium (Ultratop 40 Wallonia)       | 19     |
| Europe (European Hot 100 Singles)    | 9      |
| Germany (Official German Charts)     | 12     |
| Ireland (IRMA)                       | 12     |
| Italy (FIMI)                         | 60     |
| Netherlands (Dutch Top 40)           | 70     |
| Netherlands (Single Top 100)         | 41     |
| Sweden (Sverigetopplistan)           | 45     |
| Switzerland (Schweizer Hitparade)    | 9      |
| UK Singles (Official Charts Company) | 7      |
| Bảng xếp hạng (2007)                 | Vị trí |
| Australia Urban (ARIA)               | 39     |
| UK Singles (Official Charts Company) | 165    |

## Chứng nhận
| Quốc gia | Chứng nhận | Số đơn vị/doanh số chứng nhận |
| --- | ---------- | ----------------------------- |
| Úc (ARIA) | Vàng       | 35.000^                       |
| Bỉ (BEA) | Vàng       | 0*                            |
| Pháp (SNEP) | —          | 87,300                        |
| Đức (BVMI) | Bạch kim   | 500.000‡                      |
| Thụy Điển (GLF) | Bạch kim   | 20.000^                       |
| Thụy Sĩ (IFPI) | Vàng       | 15.000^                       |
| Anh Quốc (BPI) | Bạch kim   | 600.000‡                      |
| Hoa Kỳ (RIAA) | —          | 1,000,000                     |
| * Chứng nhận dựa theo doanh số tiêu thụ. ^ Chứng nhận dựa theo doanh số nhập hàng. ‡ Chứng nhận dựa theo doanh số tiêu thụ và phát trực tuyến. |            |                               |